# ニック・ブイヂ

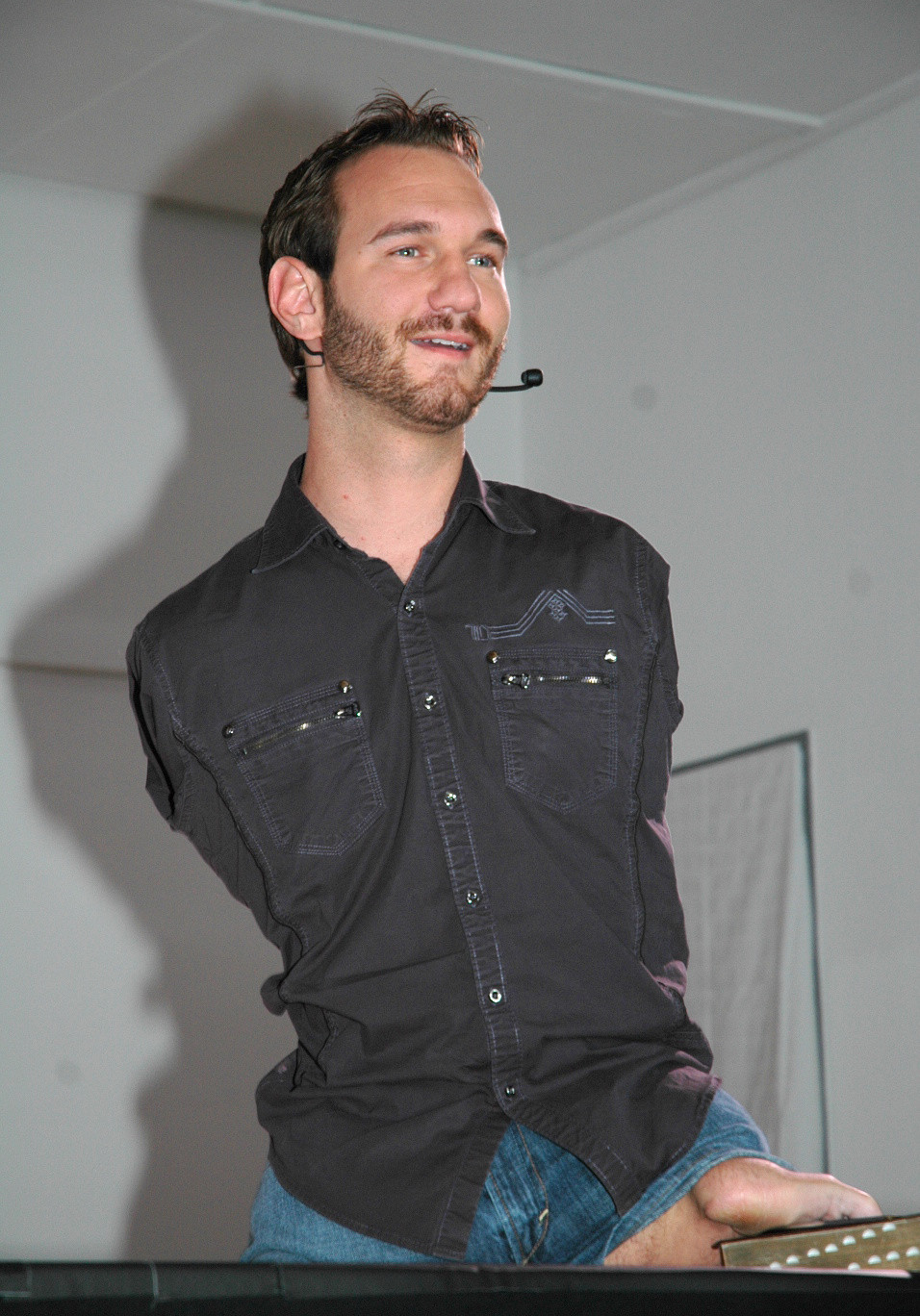

ニック・ヴイチチ、ニック・ブイヂ（またはニック・ブイチチ、ニック・ボイチチ、英語: Nicholas James "Nick" Vujicic, セルビア語: Ник Вујичић, Nik Vujičić、1982年12月4日 - ）は、オーストラリアのキリスト教伝道師、モチベーション・スピーカー。

## 略歴
テトラ・アメリア症候群により、四肢がない状態で生まれた。手足がないことで幼少期を肉体的、精神的に大きな苦労とともに成長する。その間、何度も絶望に襲われ自殺を考えた。それを思いとどまったのは両親の愛と両親への感謝からであった。中学生の時にはクイーンズランドのランコーン州立高校のキャプテンに選出され、地元の慈善団体の資金調達イベントで働く。17歳で彼自身の祈りの会で講演をはじめ、後に彼自身の非営利団体を設立する。自分自身の世話をすべて自分で行い、水泳、サーフィン、ボート、魚釣りなどありとあらゆるレジャーを楽しんでいる。ブイヂは35か国を訪問し、施設や学校などで講演を行っている。2012年2月12日には、アメリカ合衆国カリフォルニア州にて日本人女性と結婚した。現在4児の父。